# Drjanovo
Drjanovo (búlgaro: Дряново) é uma cidade da Bulgária, localizada no distrito de Gabrovo. A sua população era de 8,043 habitantes segundo o censo de 2010.

## População
| Drjanovo | Drjanovo | Drjanovo | Drjanovo | Drjanovo | Drjanovo | Drjanovo | Drjanovo | Drjanovo | Drjanovo | Drjanovo | Drjanovo | Drjanovo | Drjanovo | Drjanovo | Drjanovo | Drjanovo | Drjanovo | Drjanovo | Drjanovo |
| --- | -------- | -------- | -------- | -------- | -------- | -------- | -------- | -------- | -------- | -------- | -------- | -------- | -------- | -------- | -------- | -------- | -------- | -------- | -------- |
| Ano | 1887     | 1910     | 1934     | 1946     | 1956     | 1965     | 1975     | 1985     | 1992     | 2001     | 2002     | 2003     | 2004     | 2005     | 2006     | 2007     | 2008     | 2009     | 2010     |
| População |          |          |          | 3,764    | 5,401    | 8,190    | 9,799    | 10,185   | 9,673    | 8,696    | 8,655    | 8,564    | 8,459    | 8,353    | 8,255    | 8,192    | 8,133    | 8,066    | 8,043    |
| Fontes: Instituto Nacional de Estatísticas, „citypopulation.de“, „pop-stat.mashke.org“, Bulgarian Academy of Sciences |          |          |          |          |          |          |          |          |          |          |          |          |          |          |          |          |          |          |          |